# Норит
Норит — магматична гірська порода, різновид габро. Головні породотвірні мінерали: основний плагіоклаз (35—70%), ортопіроксен (20—60%), клінопіроксен (до 5%).

## Різновиди
Різновиди з вмістом клінопіроксену понад 5% називають габроноритами, з вмістом олівіну 5—35% — олівіновими норитами. У деяких різновидах норитів присутні (до 5%) біотит, кварц, мікроклін, зрідка — кордієрит. З акцесорних мінералів зустрічаються титаніт, апатит, циркон. Іноді значний вміст ільменіту і титаномагнетиту.

## Фізичні і хімічні характеристики
Структура звичайно гіпідіоморфно-зерниста, текстура масивна або трахітоїдна.

## Розповсюдженість
Зустрічається в складі великих розшарованих інтрузивів основних і ультраосновних порід, в анортозитових комплексах раннього докембрію, в анортозит-рапаківігранітних асоціаціях; іноді складає дрібні самостійні інтрузиви. З норитовими інтрузивами пов'язано родовища сульфідних мідно-нікелевих руд, що містять платиноїди, а також родовища апатит—магнетит—ільменітових руд.
В Україні є на Волині та у Приазов'ї. Виявлено також на Місяці.
Норит застосовується як будівельний та облицювальний матеріал.